# Salamanca (Nova York)
Salamanca és una ciutat del Comtat de Cattaraugus a l'Estat de Nova York dels Estats Units d'Amèrica.

## Demografia
Segons el cens dels Estats Units del 2000 Salamanca tenia 6.097 habitants, 2.469 habitatges, i 1.575 famílies. La densitat de població era de 392,3 habitants per quilòmetre quadrat.
Dels 2.469 habitatges en un 31,6% hi vivien nens de menys de 18 anys, en un 42,2% hi vivien parelles casades, en un 15,6% dones solteres, i en un 36,2% no eren unitats familiars. En el 31,8% dels habitatges hi vivien persones soles el 15,3% de les quals corresponia a persones de 65 anys o més que vivien soles. El nombre mitjà de persones vivint en cada habitatge era de 2,41 i el nombre mitjà de persones que vivien en cada família era de 3.
Per edats la població es repartia de la següent manera: un 27% tenia menys de 18 anys, un 8% entre 18 i 24, un 26,9% entre 25 i 44, un 20,7% de 45 a 60 i un 17,4% 65 anys o més.
L'edat mediana era de 37 anys. Per cada 100 dones de 18 o més anys hi havia 86,6 homes.
La renda mediana per habitatge era de 24.579 $ i la renda mediana per família de 30.996 $. Els homes tenien una renda mediana de 25.549 $ mentre que les dones 19.180 $. La renda per capita de la població era de 12.812 $. Entorn del 18% de les famílies i el 22,2% de la població estaven per davall del llindar de pobresa.

## Poblacions properes
El següent diagrama mostra les poblacions més properes.